# Treffiagat
Treffiagat település Franciaországban, Finistère megyében. Lakosainak száma 2438 fő (2022. január 1.). Treffiagat Guilvinec, Plobannalec-Lesconil és Plomeur községekkel határos.

## Népesség
A település népessége az elmúlt években az alábbi módon változott:
| Lakosok száma | 2449 | 2360 | 2333 | 2241 | 2430 | 2404 | 2399 | 2406 | 2410 | 2438 |
|               | 1968 | 1982 | 1990 | 2006 | 2013 | 2015 | 2017 | 2019 | 2020 | 2022 |